# Ialmtà
Ialmtà (en rus: Ялмта́) és un poble (un possiólok) de Calmúquia, a Rússia, segons el cens del 2012 tenia 266 habitants. Pertany al districte municipal de Tróitskoie.